# Сражение у Садраса
Сражение у Садраса (англ. Battle of Sadras) — морское сражение, состоявшееся 17 февраля 1782 года во время войны за независимость США между французской эскадрой коммодора Пьера-Андре де Сюффрена и английской эскадрой контр-адмирала Эдварда Хьюза, в Бенгальском заливе у побережья Индии. Сражение было первым между этими двумя командирами и закончилось с наступлением темноты победой французов, которые имея преимущества в силах завладели инициативой.
Командир британской эскадры адмирал Эдвард Хьюз вместе с генералом Манро в конце 1781 — начале 1782 года окончательно захватил Негапатам и Тринкомали, что лишило французов военно-морских баз на Индийском полуострове. На суше французы заключили союз с Хайдером Али, султаном Майсура, но с британским флотом им пришлось бороться самостоятельно.
Контр-адмирал Пьер Андре де Сюффрен, командующий после гибели адмирала Орвеса с французской флотилией решил отбить Тринкомали. Хьюз, имея более слабую эскадру (от 9 до 12 линейных кораблей), сумел 16 февраля перехватить 6 кораблей с частью французского десанта. На следующий день Сюффрен появился возле Мадраса, где укрывались англичане, пытаясь уничтожить вражескую эскадру. С этой целью он планировал нарушить жесткие правила линейной тактики и сосредоточить атаку на тыловой части британского строя, атакуя его с обеих сторон.
Хьюз принял бой и покинул мадрасский рейд, направляясь на юг, чтобы предотвратить высадку французов в Тринкомали. Как и планировалось, Сюффрен атаковал его формирование. Хьюз надеялся воспользоваться морским бризом, чтобы оторваться от противника и выйти в море, но ветер помешал ему сделать это, отдав преимущество французам на наветренной стороне. Перед лицом атаки Хьюз сформировал боевую линию.
В четыре часа дня Сюффрен во главе передовых кораблей атаковал последние пять британских кораблей в линии, но только два французских корабля подчинились приказу, поставив британцев в тупик. Тем не менее восемь французских кораблей атаковали пять британских кораблей. Особые проблемы возникли у последнего корабля «Эксетер», уже отставшего от остального флота. Несмотря на то, что он сражался в общей сложности с пятью французскими кораблями, он понес относительно небольшие потери (10 убитых, 45 раненых), что объяснялось плохой точностью французского обстрела. Более того, оставшиеся французские корабли в бой не вступили, а командир «Аннибала» даже помешал другому капитану, Жозефу Буве, принять более активное участие в бою.
Около 6 часов ветер изменил направление, что позволило передовым британским кораблям поддержать атакуемую часть эскадры. Из-за нежелания своих капитанов сражаться, Сюффрен отказался от дальнейшего боя и бросил якорь возле Пондишерри, высадив там десант, который поддержал индийские войска в нападении на Куддалор. Хьюз отправился в Тринкомали, где ремонтировал свои корабли. Потери англичан составили 32 убитых и 83 раненых, французов — 30 убитых и около 100 раненых.